# Мармароська жупа (Чехословаччина)
48°10′00″ пн. ш. 23°21′00″ сх. д. / 48.166666666667° пн. ш. 23.35° сх. д.
Мармароська жупа (іноді також Велкошевлюшська жупа, чес. Marmarošská župa) — одна із жуп, одиниць територіального управління в Підкарпатській Русі в рамках Першої Чехословацької Республіки. Він був створений головним чином шляхом відокремлення від угорської Мармароського комітата. Існувала в 1920—1926 роках, спочатку мала площу 3 758 км², після 1921 року потім 6 037 км². Його адміністративним центром мав бути Хуст, але органи влади тимчасово розташувалися в селах Великий Бочків, Слатинські Доли та Севлюш.

## Історичний розвиток
Коли в першій половині 1919 року чехословацька армія окупувала більшу частину Підкарпатської Русі, 6 червня 1919 року була неофіційно оголошена військова диктатура під командуванням французького генерала на чехословацькій службі Едмона Геннока з метою консолідації сил під час відходу угорських комуністичних і румунських військ. Підкарпатська Русь поступово була розділена на чотири жупи, які були засновані на адміністративних одиницях, створених там Угорщиною.Однією з таких одиниць була Мармароська жупа, яка виникла з північної частини оригінального угорського Мармароського комітату. Південна частина чехословацького повіту продовжувала контролюватися румунською армією, яка відступила лише влітку 1920 р. Жупна канцелярія почала функціонувати в липні 1920 р. Під час реорганізації підкарпатських жуп у 1921 році Мармароська жупа отримала не лише частину території скасованої Мукачівської жупи, а й територію, яка спочатку належала до Березького повіту.
На чолі повіту стояв призначений урядом префект, але призначався лише тимчасовий повітовий адміністратор. Початковий центр угорського округу, місто Мармароський Сігіт, відійшло до Румунії, тому було необхідно створити новий адміністративний центр. Тому повітова канцелярія тимчасово розташовувалася в селах Великий Бичків (1920–?), Слатинські Доли (?–?), знову Великий Бичків (?–?) і Севлюш (?–1926). Остаточним центром жупи мав стати Хуст.
Мармароська жупа проіснувала до 30 червня 1926 року. 1 липня 1926 року всі жупи Підкарпатської Русі були об'єднані в єдину Підкарпатську жупу.

## Географія
Мармароський повіт розташовувався на сході Підкарпатської Русі, в районі річок Чешка, Теребля і Тересва. Вона становила найсхіднішу частину першої Чехословацької Республіки та межувала з трьох сторін з іншими державами: на півночі та сході-з Польщею, на півдні з Румунією і на південному заході з Угорщиною. Тільки на заході вона межувала з Чехословацькою Березькою жупою (також у 1921 році з Мукачівською жупою).

## Адміністративний поділ
До реорганізації в 1921 році Мармароський повіт був поділений на чотири округи: Великий Бичків, Рахів, Тересва і Тачове. Завдяки реорганізації жуп у 1921 році та подальшому об'єднанню жуп ситуація змінилася, і врешті-решт Мармароський повіт складався з шести округ (Хуст, Рахів, Севлюш, Тересва, Тачове та Волове).